# خلیفه بن زاید آل نهیان
شیخ خلیفه بن زاید بن سلطان آل نهیان (به عربی: خليفة بن زايد بن سلطان آل نهيان) (زادهٔ ۷ سپتامبر ۱۹۴۸ – درگذشتهٔ ۱۳ مهٔ ۲۰۲۲)، دومین رئیس امارات متحده عربی و حاکم ابوظبی بود که از سال ۲۰۰۴ تا پایان عمر خدمت کرد.
او فرزند زاید بن سلطان آل نهیان است که در سال ۲۰۰۴ و پس از درگذشت پدرش رئیس امارات متحده عربی و حاکم ابوظبی شد.
شیخ خلیفه در ژانویه ۲۰۱۴ دچار سکته مغزی شد و در اداره امور کشور نقش مهمی ایفا نکرد اما عنوان‌های رسمی خود را حفظ کرده بود. وی پس از سه سال در سال ۲۰۱۷ در رسانه‌ها حاضر شد. مادر شیخ خلیفه، حصه بنت محمد، در ۲۸ ژانویه ۲۰۱۸ درگذشت. او اولین همسر شیخ زاید، رئیس سابق امارات متحده عربی بود.

## مرگ
خلیفه بن زاید آل نهیان در تاریخ ۱۳ مه ۲۰۲۲ در سن ۷۳ سالگی درگذشت.
وزارت امور ریاست امارات متحده عربی، ۴۰ روز عزای عمومی ملی با پرچم‌های نیمی برافراشته از کارکنان و تعلیق سه روزه کار در شرکت‌های خصوصی و نهادهای رسمی در سطوح فدرال و محلی را اعلام کرد. در بسیاری از کشورهای اتحادیه عرب نیز عزای عمومی اعلام شد. بحرین، عمان، موریتانی و قطر به مدت سه روز عزای عمومی رسمی اعلام کردند و پرچم‌ها را به حالت نیمه برافراشته درآوردند. در اردن ۴۰ روز عزای عمومی اعلام شد، در حالی که پرچم‌ها در کویت نیمه برافراشته خواهند بود. پاکستان سه روز عزای عمومی اعلام کرد. هند نیز از ۱۴ مه ۲۰۲۲ به مدت یک روز عزای عمومی با پرچم‌های نیمه برافراشته اعلام کرد.

## سمت‌های پیشین
- نماینده حاکم در منطقه شرقی ابوظبی
- ولیعهد ابوظبی (۲۰۰۴–۱۹۶۹)
- معاون دوم نخست‌وزیر امارات متحده عربی (۱۹۷۷–۱۹۷۳)
- معاون فرمانده کل قوا و نیروهای مسلح